# 더 워닝 (밴드)
더 워닝(The Warning)은 멕시코의 하드 록 밴드로, 2013년 결성되었다. 구성원인 다니엘라, 파울리나, 알레한드라는 자매 사이이다.

## 음반 목록
- XXI Century Blood (2017)
- Queen of the Murder Scene (2018)
- Error (2022)